# 李俊賢 (藝術家)
李俊賢（1957年—2019年3月4日），外號爐主。出生於臺南市麻豆區，成長於高雄市港區，臺灣畫家、藝評家、策展人以及雜誌編輯，其繪畫作品取材多自勞工階級、港都風情和南島文化，畫風粗獷、夾雜本土語言文字意象，饒富生活元素，曾任高苑科技大學建築系副教授、高雄市立美術館館長。

## 生平
1957年，李俊賢在臺南縣麻豆鎮出世，曾隨家人短暫遷居雲林縣北港鎮，小學二年級起定居高雄市，大學負笈北上，1979年自台灣師範大學美術學系西畫組畢業，後在國、高中擔任美術教師，1986年赴往美國，就讀紐約大學藝術研究所，三年學成，1989年返回台灣。
李俊賢曾自述雖然自己在麻豆出生，但高雄才是他人生大部分時間生活的城市，因屬於戰後嬰兒潮世代一員，深刻體會過戒嚴時期的壓抑，而當時高雄港正經歷工業化、公共建設快速發展，又是另一種蓬勃的心情，所見之處常見工人階級流汗勞動的景象，而高中老師羅清雲常常帶著他和其他同學在各處寫生，令他對於高雄烙下「粗糲感」的印象，隨之轉譯在他的畫布之上，讓李俊賢有別於日治時期美術體系追求細緻與優美的外光派風格，更傾向強調粗糙感、色彩對比強烈的表現手法。
1970年代末到1980年代，李俊賢大量描繪高雄的工業景況，創作題材包括鐵路、碼頭、工廠、水泥槽、油槽、煙囪等。1989年李俊賢自美國留學歸台之後，深受紐約大蘋果「民族大熔爐」生活經驗啟發，重新詮釋台灣在地歷史、族群、語言，企圖將相關主題融入藝術創作之中，其中最特別即是將「台語音」以華語諧音文字意象入畫。1991年，適逢解嚴初期，李俊賢展開為期十年的「台灣計劃」，自1991年至2000年間，走訪台灣各地田野調查，不僅親臨現場，還閱讀各地方志文獻，其踏查地區從台東開始，依序到訪苗栗、澎湖、花蓮、宜蘭、南投、彰化、雲林、嘉義、屏東、臺南、高雄，共計十二處縣市。:28-35
2004年，李俊賢時任高苑科技大學建築學系副教授，高雄市政府文化局長管碧玲徵召李俊賢:326，出任高雄市立美術館第三任館長。李俊在館長任內開辦「南島語系當代藝術發展計畫」，大規模收藏南島當代藝術作品，更於2007年舉辦「超越時光．跨越大洋—南島當代藝術展」，其他尚有策辦〈五行 ‧ 五形－台灣當代常民劇場〉、〈台灣美術與社會脈動 2 －寶島曼波〉等展覽活動；並籌辦雜誌，高美館發行館刊《藝術認證》雙月刊。此外，李俊賢亦有向市政府申請經費，替高美館申購朱銘、李真等大型雕塑，主導園區增建、陳設事宜。2008年，李俊賢自高美館卸任館長一職，返回高苑執教。
2008年至2014年，李俊賢擔任高苑科技大學「藝文中心」主任。:328
2019年3月4日，李俊賢病逝，享壽62歲。

## 代表作品

### 作品
- 〈台西海邊〉，照片拼貼、貼紙，40 × 95 公分，2000年。 [1]
- 〈大船入港〉，壓巧克力原料、畫布，45 × 38 公分 × 3，2003年。 [1][9]
- 〈龜蘭巴火〉，壓巧克力原料、畫布，116 × 91公分，2017年。 [1]

### 策展
- 1991年，與倪再沁合作，在高雄串門藝術空間策劃「一○一台灣土雞競選專案」，諷刺萬年國大代表選舉。[7]
- 1996年，共同策劃「台北雙年展：台灣藝術主體性」，強調台灣藝術的主體性格。[7]
- 2007年，共同舉辦「超越時光．跨越大洋—南島當代藝術展」，將紐西蘭、澳洲與新喀里多尼亞等南島海洋文化友邦交流，建立台灣與南太平洋藝術家合作的平台。
- 2015年，駁二藝術特區策畫「海島．海民─打狗魚刺客海島系列」。[7]

### 文集
- 《台灣美術的南方觀點》，台北市：台北市立美術館，1996年。[10]

## 紀念專書
2021年4月，紀念李俊賢逝世兩周年，龔卓軍與許遠達合著《跟著俊賢去旅行》圖文誌，由我己文創出版，台北、台中、高雄也舉辦多場李俊賢的座談活動。